# Erwin Türk
Erwin Türk (* 12. November 1934 in Bielefeld) ist ein deutscher Fußballspieler und -trainer.

## Karriere
Türk spielte bis 1953 beim TuS Ost Bielefeld in der 1. Kreisklasse. Von 1953 bis 1957 war er beim VfB 03 Bielefeld in der II. Division West, der Landesliga Westfalen und der Verbandsliga Westfalen am Ball. Türk spielte als Amateur einmal in der Kreisjugendauswahl Bielefeld und fünfmal in der Amateur-Westfalenauswahl. Von 1957 bis 1964 absolvierte er beim VfL Osnabrück 168 Spiele in der seinerzeit erstklassigen Oberliga Nord. Türk wurde viermal in die Niedersachsenauswahl (Vertragsspieler) berufen.
Im November 1963 wurde er am Meniskus operiert und musste seine aktive Laufbahn zunächst beenden.
Nach einer Rehabilitation trainierte Türk seinen Heimatverein VfB 03 Bielefeld. Von 1968 bis 1971 trainierte Türk den FC St. Pauli und wurde 1971 mit seiner Mannschaft Vizemeister der Regionalliga Nord. Danach wurde er für zwei Jahre vom VfL Osnabrück verpflichtet und wurde mit dem VfL 1972 und 1973 jeweils Vizemeister der Liga. Von 1973 bis 1975 trainierte er Borussia Neunkirchen und wurde 1974 Südwestmeister, verpasste mit der Mannschaft aber den Aufstieg in die Bundesliga. Mit Neunkirchen gelang ihm so die Qualifikation für die neu gegründete 2. Bundesliga Süd. Mit diesen drei Vereinen erreichte Türk viermal hintereinander die Aufstiegsrunde zur 1. Bundesliga.
Im Dezember 1974 unterzog er sich einer Innenbandoperation. Es folgten zwei weitere Knieoperationen. Die Operationen wurden von Heinrich Heß, dem Mannschaftsarzt der deutschen Fußballnationalmannschaft, an der Universitätsklinik Homburg durchgeführt. Im Mai 1975 wurde der Vertrag mit Borussia Neunkirchen aufgelöst. 1976 trainierte Türk daraufhin noch für ein halbes Jahr den Zweitligisten Eintracht Bad Kreuznach. Anfang 1977 musste er aus gesundheitlichen Gründen (60 % Schwerbehinderung, steifes Bein) seine Laufbahn beenden. Erwin Türk ist verheiratet und wohnt in Leer.

## Erfolge als Vereinstrainer
- Vizemeister mit St. Pauli (1971)
- Zweifach Vizemeister mit dem VfL Osnabrück (1972 und 1973)
- 1974 Meister mit Borussia Neunkirchen und Aufstieg in die neu gegründete 2. Bundesliga
- Mit drei Vereinen viermal hintereinander in der Aufstiegsrunde zur 1. Bundesliga